# White Ensign

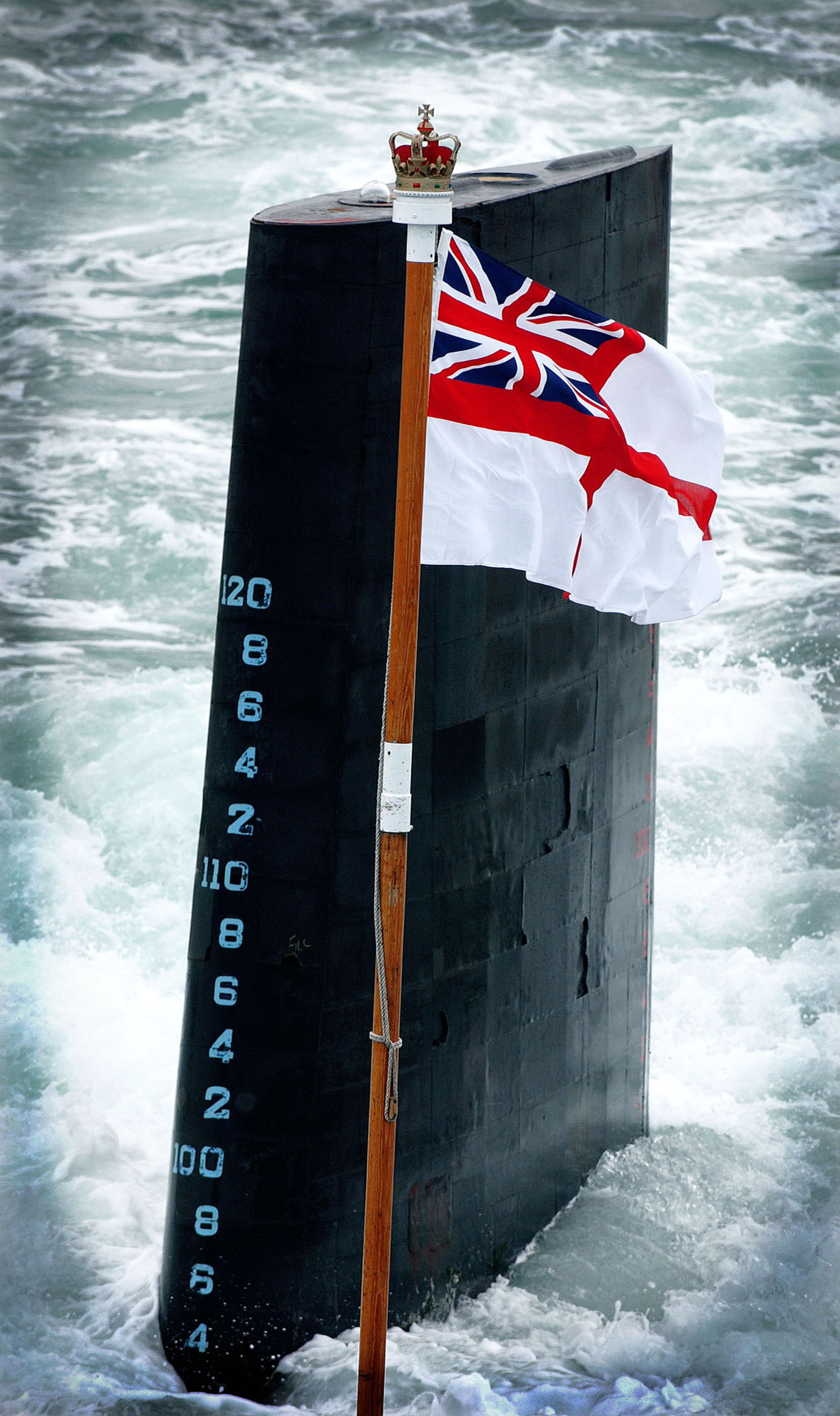
HMS Trafalgar (S107)

La White Ensign  (en català, l'Ensenya Blanca) anomenada també  Saint George's Ensign , (en català, l'ensenya de Sant Jordi ), és la bandera oficial utilitzada per representar la Royal Navy. Està composta d'una creu de Sant Jordi vermella sobre un fons blanc amb la Union Jack al quadrant superior intern (al costat del pal). L'ensenya l'enarboren els vaixells de la Royal Navy i les bases territorials operades per aquesta. El Royal Yacht Squadron i els vaixells que acompanyen el rei també l'enarboren.
De la mateixa manera que el Regne Unit, altres nacions de la Commonwealth utilitzen la White Ensign posant-hi la seva pròpia bandera al quadrant superior intern. Aquí es poden veure les següents:
| Ensenya                       | Bandera                       | País         | Utilització                      |
| ----------------------------- | ----------------------------- | ------------ | -------------------------------- |
| Marina d'Austràlia            | Royal Australian Navy Ensign  | Austràlia    | Royal Australian Navy            |
| Ensenya naval de Barbados     | Barbados Naval Ensign         | Barbados     | Guàrdia costanera de Barbados    |
| Ensenya naval de Barbados     | Canadian Naval Ensign         | Canadà       | Canadian Forces Maritime Command |
| Ensenya Naval de Fiji         | Fijian Naval Ensign           | Fiji         | Militar de Fiji                  |
| Ensenya Naval de l'Índia      | Indian Navy Ensign            | Índia        | Marina índia                     |
| Jamaican Naval Ensign         | Jamaican Naval Ensign         | Jamaica      | Militar de Jamaica               |
| Ensenya Naval de Nova Zelanda | Royal New Zealand Navy Ensign | Nova Zelanda | Royal New Zealand Navy           |
| Ensenya naval de Sud-àfrica   | South African Navy Ensign     | Sud-àfrica   | Marina de Sud-àfrica             |

## Nota
1. ↑  Robert Baden-Powell; Elleke Boehmer. Scouting for Boys: A Handbook for Instruction in Good Citizenship.  Oxford University Press, 18 març 2005, p. 291–. ISBN 9780192802460 [Consulta: 21 març 2011].